# Eugen Petit
Eugen-Dimitrie Petit (n. 28 ianuarie 1882, Iași – d. 1959, București,) a fost un jurist, magistrat, publicist, autor de lucrări de drept, consilier la Înalta Curte de Casație din București român.

## Familia
Familia Petit a făcut parte din colonia franceză, numeroasă și cu importanță în viața socială și economică, care se afla în prima jumătate a secolului al XIX-lea, în capitala Moldovei. Familiie Darmet, Petit, Alexandre, Girardin, Delpech, Menille, erau ale foștilor girondini, montagnarzi și bonapartiști. alungați de Restaurație, dar și ale foștilor revoluționari de la 1830 și 1848, fugiți în fața represiunii burbone. Bunicii lui Eugen Dimitrie Petit, Alexis și Gabrielle Petit, însoțiți de fii lor Paul și Eugène, părăsiseră Franța după 1830. Încercaseră să se stabilească, mai întâi la Istanbul, apoi la Odesa, dar nu s-au acomodat cu atmosfera din cele două imperii. Cam prin 1840 ei au ajuns la Iași, unde au deschis un pensionat de limbă franceză. Eugène  Petit, unchiul lui Eugen-Dimitrie Petit, era, în iarna lui 1858, secretar al Consulatului Franței din Iași. El a provocat o tensiune diplomatică. La o reuniune a unioniștilor ieșeni de la Teatrul Național, s-a urcat pe scenă și, în aplauzele publicului, a ridicat două stegulețe încrucișate. Erau steagurile Moldovei și Munteniei. Împăratul Franței, Napoleon al III-lea, a exprimat prin ambasadorul său la Constantinopol, regretele sale. Eugen-Dimitrie Petit a fost fiul lui Paul Petit și al soției acestuia, Elena, născută Gheorghiu, profesoară de limba franceză, care au continuat să țină pensionatul francez înființat de Alexis Petit, după decesul acestuia. Ca și bunicii și părinții săi, Eugen-Dimitrie Petit avea cetățenie franceză.

## Studii
După ce a terminat liceul Național din Iași, în anul 1900 a plecat în Franța, la Montpellier, unde s-a înscris la Facultatea de Drept, luându-și licența în anul 1903. În continuare, a urmat cursuri de specializare în drept la universitățile din Lyon, Aix-en-Provence și Montpellier.

## Cariera juridică
Reîntors în România, a lucrat un timp ca pedagog la Școala franceză din Iași.
Sora sa s-a căsătorit cu Alexandru Bădărău, care a fost ministru al justiției între 22.12.1904 și 15.06.1906). La sfatul cumnatului său, Eugen Petit a cerut și obținut cetățenia română în 1905, prin lege votată de ambele camere ale Parlamentului României.
A intrat în magistratură, prin concurs, fiind numit, începând cu data de 14 noiembrie 1905, substitut la tribunalul Vaslui. La 24 octombrie 1906, a fost avansat și detașat ca supleant la tribunalul din Roman. După aproape doi ani, la 1 mai 1908, a fost numit provizoriu judecător la ocolul Slobozia, din județul Brăila, iar la 18 martie 1910, confirmat definitiv în această calitate, la același ocol. La 1 septembrie 1911, a fost numit permanent la ocolul Huși (II rural) iar în aprilie 1912, transferat, ca judecător la Fălciu. La 21 noiembrie 1917, a fost, din nou, avansat la gradul de președinte și detașat la tribunalul Olt, ocupând în urmă, succesiv, aceeași funcție și la tribunalele Bălți și Iași.
La 16 noiembrie 1920, a fost numit prim președinte al tribunalului Iași, iar după aproape trei ani, la 15 noiembrie 1923, avansat și înaintat consilier la Curtea de Apel din Iași.
In 1932, luna noiembrie, a ocupat înalta demnitate de consilier la Înalta Curte de Casație și Justiție, Secția III-a.
George Alexianu l-a descris astfel pe magistratul Eugen Petit: „Mi-a reținut atenția prin tinerețea lui vie, prin ochii lui scânteietori, prin neastâmpărul ce-i ghiceai în suflet și pe care și-l stăpânea cu greu parcă sub roba neagră. El îmi apare în acea aureolă de înaltă atmosferă morală, de inteligență vie, de viață din plin trăită, pe care natura a împrăștiat-o cu toate darurile.

## Autor și publicist
Eugen Petit, care și-a însușit în lunga sa carieră de magistrat o vastă și aleasă cultură juridică, a publicat diverse și nenumărate articole, monografii și note jurisprudențiale, colaborând constant la cunoscutele reviste de specialitate: „Curierul Judiciar", „Pandectele Române", „Pandectele Săptămânale", „Jurisprudența Generala" și „Dreptul". A publicat articole și studii de drept și în revistele de specialitate franceze. A făcut parte din redacția revistei „Zeitschrift für Osteuropäisches Recht" din Breslau (azi Wroclaw în Polonia). Fructificând vastele și profundele lui cunoștințe din cele mai variate domenii ale dreptului, a colaborat, la redactarea și publicarea de lucrări juridice și de studii de drept, cu Constantin Hamangiu (ministru al justiției 18.04.1931-07.01.1932), și cu președintele Tribunalului București Constantin Grigore C. Zotta. A fost, împreună cu Gheorghe Alexianu, director al publicației „Pandectele Săptămânale".
A fost și președinte al unor comisii de examinare a judecătorilor din țară. Pentru activitatea sa, a primit ordinul „Steaua României" în gradul de comandor. În anul 1936, a devenit membru al Academiei Franceze din Aix.
A scris și câteva piese de teatru, dintre care cea denumită „Necunoscuta de pe stradă" a reținut în mod special atenția publicului și a criticii. A mai scris și scenarii radiofonice, piese de teatru pentru copii și nuvele, publicate în diverse reviste. A susținut conferințe la Radio România, pe teme juridice (13 în 1932; 5 în 1933).

## Lucrări publicate
- „Campania din 1913”, Iași, 1913
- „Curierul lunei Decembrie”, București, 1931
- „Capacitatea juridică a femeii măritate”, 1932
- „Cum ia sfârșit contractul individual de muncă”, 1933
- „Codul conversiunii” (cu altii), 1934
- „Sterilizarea din punct de vedere juridic și chirurgical”, 1934 (cu Gheorghe Buzoianu)
- „Ordonanțele prezidențiale de Référé” (în colaborare cu C. Gr. Zotta), 1935
- „Codul Penal” (cu Constantin Viforeanu și I. Tanoviceanu), 1936
- „Manualul judecătoriilor comunale” (în colaborare cu C. Gr. Zotta), 1938
- „Supliment la ordonanțele prezidențiale de Référé” (în colaborare cu C. Gr. Zotta), 1939
- „Economie rurale et agricole”, Paris, f.an.
- „Originea etnică”
- „Accidentele în industrie”, Ed. revistei Curierul Judiciar
- „Exproprierea Urbană”, Ed. revistei Curierul Judiciar

## Demiterea din magistratură
În anul 1945, Eugen Petit a fost demis din funcția de consilier la Înalta Curte de Casație, fărâ drept la pensie. Era una dintre victimele aplicării stricte a dictaturii proletariatului și a instrucțiunilor KGB, la capitolul privind distrugerea justiției române. Împreună cu familia sa, a trăit în condiții extrem de grele, din punct de vedere moral, social și material. Doar după anul 1953, ca urmare a unor intervenții ale statului francez, i s-a aprobat o pensie infimă. După eliminarea din magistratură și până la moarte, nu i s-a mai permis să publice la nicio editură sau revistă.